# Szarogród
Szarogród (ukr. Шаргород, trb. Szarhorod) – miasto na Ukrainie, w obwodzie winnickim, siedziba władz rejonu szarogrodzkiego.
Miasto leży na wschodnim Podolu, nad rzeką Morachwą. Pierwsza wzmianka pochodzi z 1585, prawo magdeburskie od 1588, prawo składu w 1635 roku, status miasta od 1985.
W Henrykówce k. Szarogrodu urodził się Antoni Józef Rolle.

## Historia

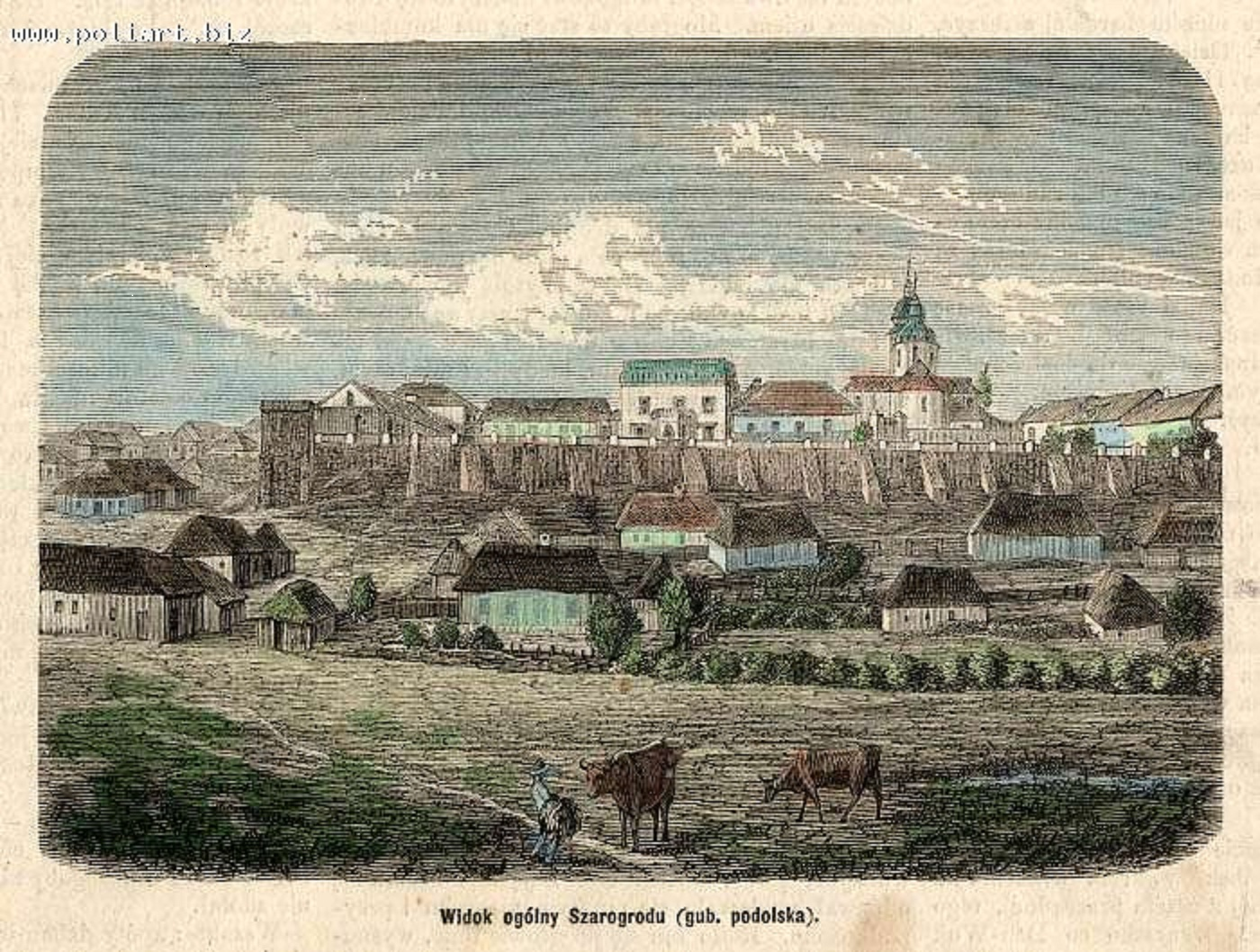
Szarogród w XIX wieku

Miasto założył kanclerz Jan Zamoyski w latach 1579–1585 jako twierdzę. W 1588 roku król Zygmunt III Waza nadał mu prawa miejskie. W 1595 miasto zniszczyli Kozacy, jednak nie zdołali zdobyć zamku. W pierwszej połowie XVII wieku został odbudowany. Ponownie zniszczony w 1648 roku przez zbuntowanych Kozaków. W 1663 podczas wyprawy zadnieprzańskiej w czasie wojny polsko-moskiewskiej w Szarogrodzie przebywał król Jan Kazimierz. Miasto zostało zniszczone przez Turków w 1672 roku.
W latach 1776–1792 w Szarogrodzie stacjonowała 7 Brygada Kawalerii Narodowej. Szarogród został odłączony od Królestwa Polskiego w 1793 w II rozbiorze. Pod zaborami siedziba gminy Szarogród w powiecie mohylowskim guberni podolskiej.
W latach 1941–1944 miasto było administrowane przez Rumunię w ramach tzw. Transnistrii.
Od 1955 do 1958 roku proboszczem parafii katolickiej był Antoni Chomicki.
W 1989 liczyło 10 570 mieszkańców.

## Urodzeni w Szarogrodzie
- Jan Hołyński – polski przemysłowiec, działacz niepodległościowy, poseł w II RP[5].

## Zabytki
- Zamek w Szarogrodzie wybudowany w 1585 r.[6] przez Jana Zamoyskiego (1545–1605) zniszczony podczas buntów chłopskich i wojen kozackich w XVII w. Ruiny odnowił po 1850 r. ks. Roman Sanguszko[7].
- kościół pw. św. Floriana z 1595
- synagoga wybudowana, w zależności od źródeł, w 1589 r. lub na pocz. XVII w.[8]
- Monaster św. Mikołaja

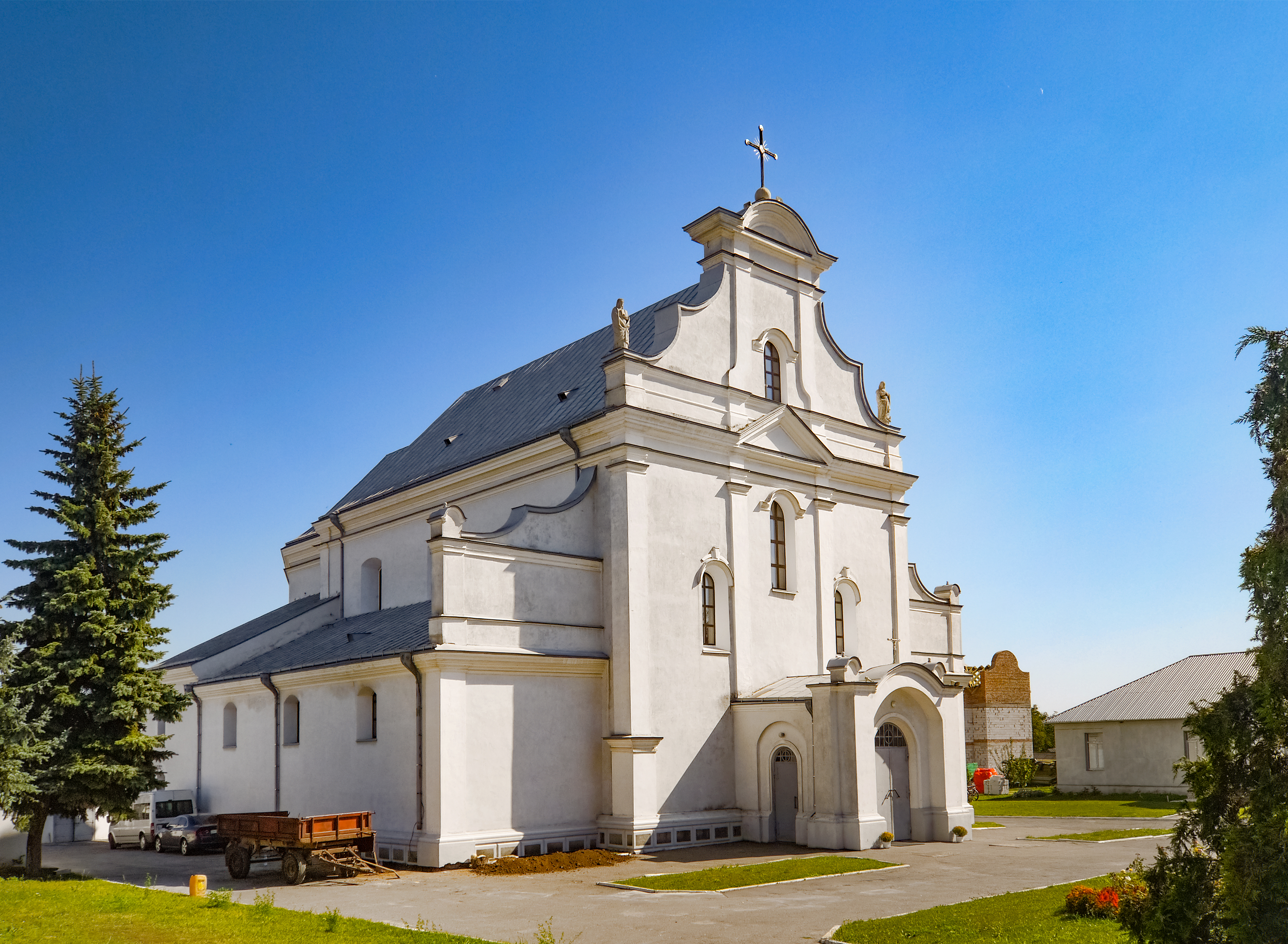
Kościół św. Floriana
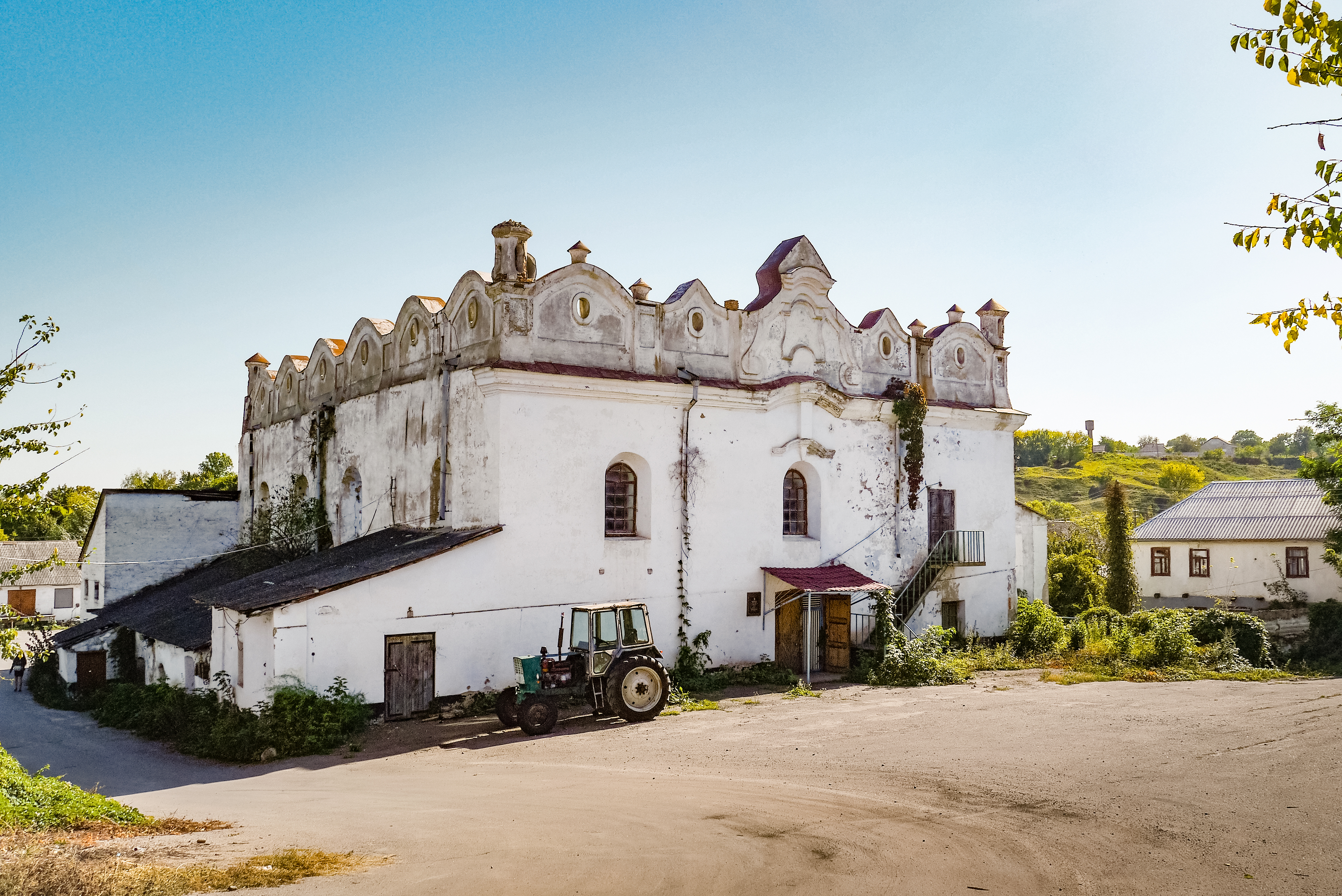
Synagoga
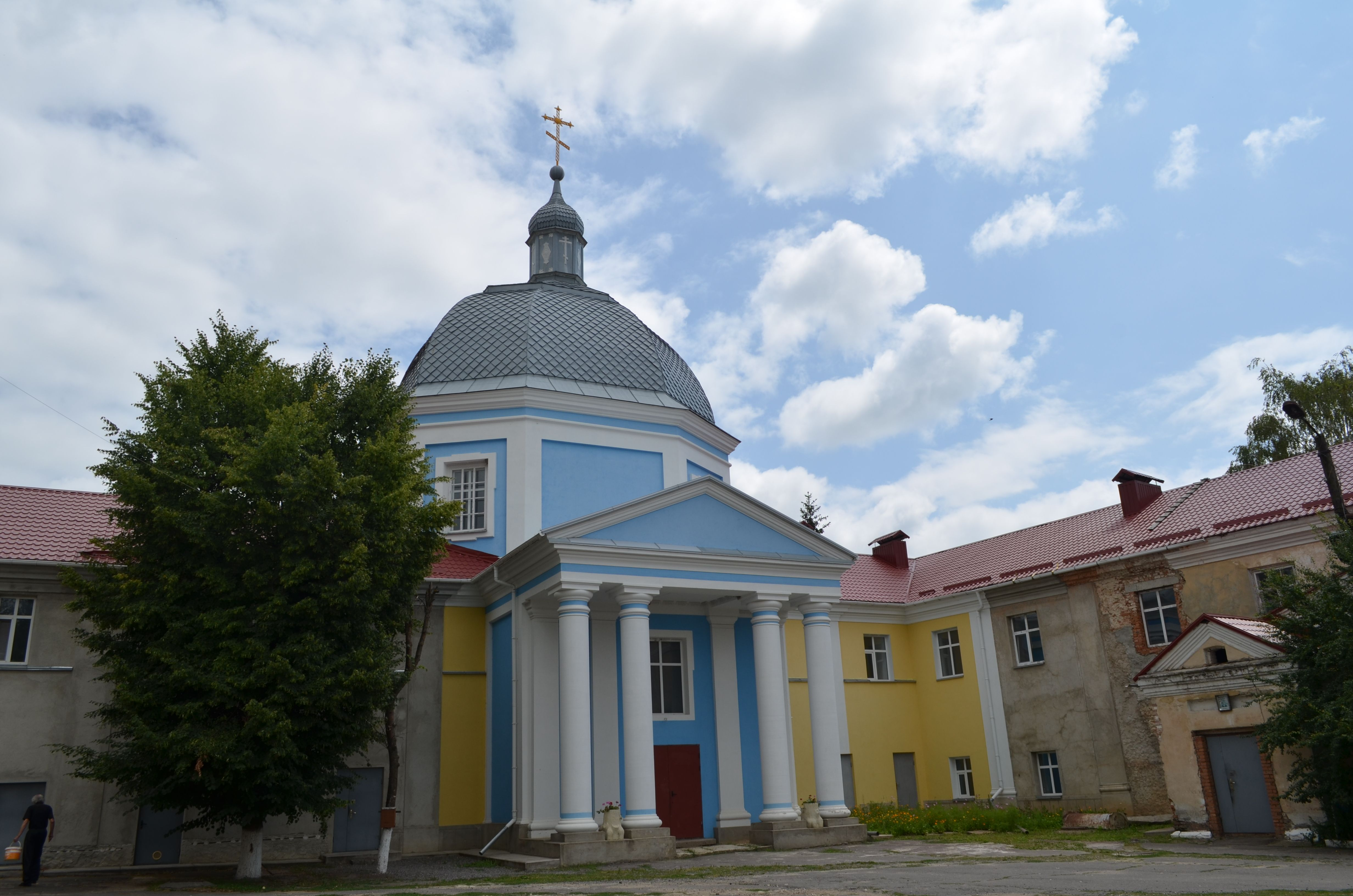
Monaster św. Mikołaja

## Literatura
- Antoni Józef Rolle: Zameczki podolskie na kresach multańskich. T. III, wyd. 2. Warszawa: nakładem Gebethnera i Wolffa, 1880, s. 251–278.
- Worobijówka 6.) przedmieście Szarogrodu, [w:] Słownik geograficzny Królestwa Polskiego, t. XIII: Warmbrun – Worowo, Warszawa 1893, s. 944.